# Vochysia tomentosa
Vochysia tomentosa är en tvåhjärtbladig växtart som först beskrevs av Georg Friedrich Wilhelm Meyer, och fick sitt nu gällande namn av Dc.. Vochysia tomentosa ingår i släktet Vochysia och familjen Vochysiaceae. Inga underarter finns listade i Catalogue of Life.